# Pyloon (poort)

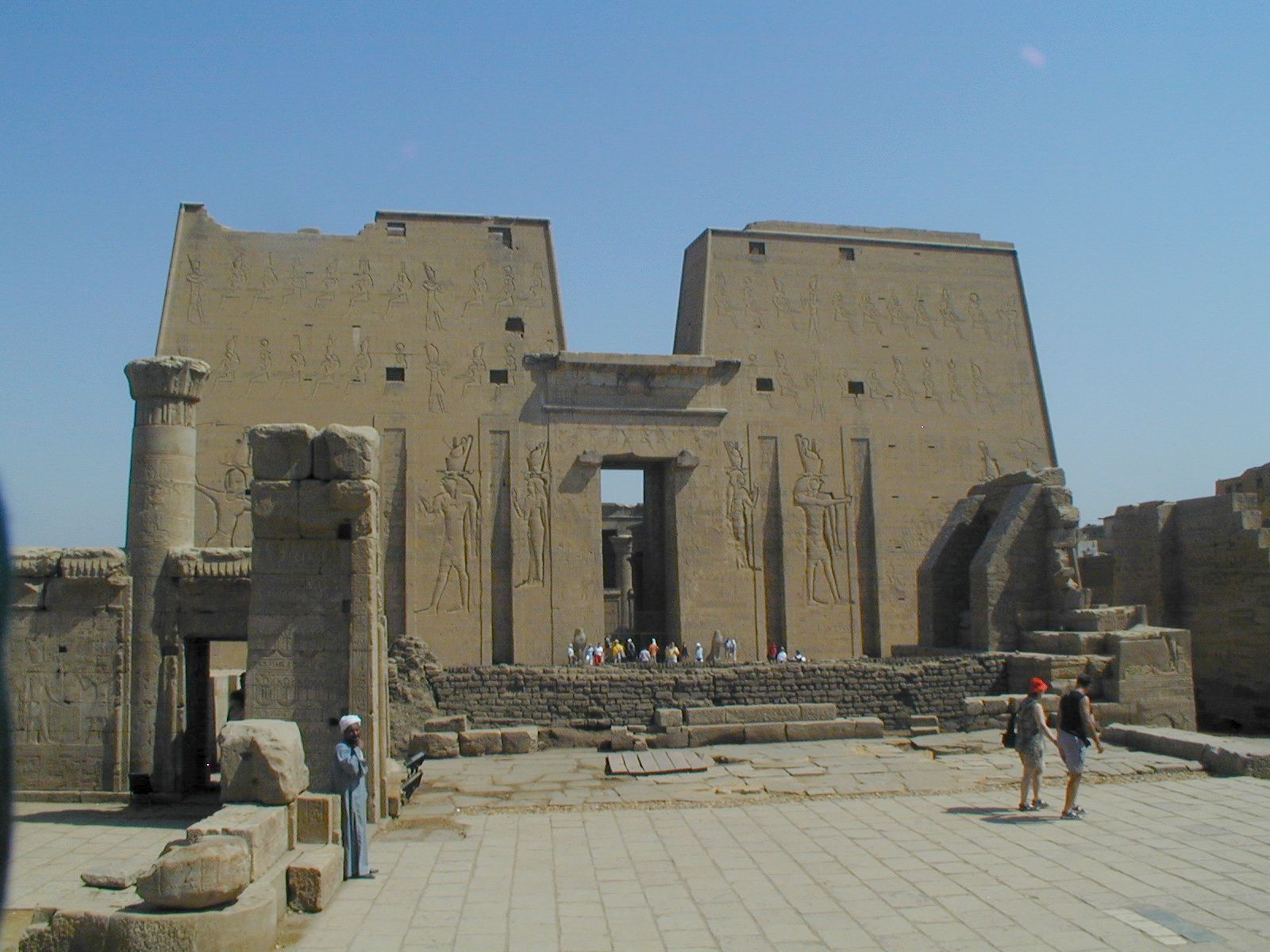
De eerste pyloon van Edfu

Een pyloon (Gr. pylon: grote toegang of gebouw aan een poort) was een soort toegangspoort die werd gebruikt in het Oude Egypte. Ze bestonden uit twee muren met daartussen een toegang. We vinden er voorlopers van in het Oude Rijk en het Middenrijk, maar de echte pylonen verschijnen pas in de 18e dynastie. Ze stonden voor een tempel en waren hol van binnen. Binnenin waren er trappen die naar boven leidden en er waren kleine raampjes in gemaakt. De buitenkant van de pyloon was meestal versierd met reliëfs van de koning of goden. Aan de pylonen waren een soort nissen gemaakt waar vlaggenstokken aan konden hangen. Bijna alle Egyptische tempels hadden pylonen, maar vooral die van Edfu is goed bewaard.